# 御触書集成
御触書集成（おふれがきしゅうせい）とは、江戸幕府が出した御触書をまとめた法令集のこと。江戸時代を通じて4回に亘って作成された。ただし、当時は正式な呼称は無く、『御触書集成』の名称は、昭和9年（1934年）に岩波書店から刊行した際に編纂にあたった石井良助・高柳真三らが命名した。

## 概要
寛保2年（1742年）7月に老中松平乗邑が、大目付・目付・表右筆組頭に対して江戸幕府創設以来の御触書の書抜の評定所御定書御用掛（公事方御定書の編纂実務機関）への提出を求めたことに由来する。これを受けて幕府の法制度が整備された慶長20年（1615年）以後、寛保3年（1743年）までの129年間に出された御条目・高札・御触書のうち3550通を主題ごとに分類・整理を行った上で、延享元年（1744年）11月に完成、将軍のもとに、これを収めた一箱及び扣箱一箱が提出された。なお巻一には、延享元年のものが一通含まれているが、これは編纂後の追加であると思われる。翌年一部が校訂された。続いて宝暦10年（1760年）には延享元年から宝暦10年までの17年分2060通に対して同様の整理が行われた。これらは提出先が評定所内に設置された御定書御用掛あてに提出されており、また完成した集成は御用部屋と評定所に1部ずつ備え付けられていたことから、公事方御定書の補完的な役割を持っていたと考えられている。
その後、天明7年（1787年）に宝暦11年（1761年）から天明7年までの27年分3020通、天保12年（1841年）には天明8年（1788年）から天保8年（1837年）までの50年間6607通が追加された。更に安政元年（1854年）には天保9年（1838年）以後の分の編纂が行われたが、未完に終わった。以上の3回はいずれも新将軍の御代始を期に行われており、御代始の新政に合わせて編纂が行われたと考えられている。明治以後は旧幕府引継書類などの形で東京府に継承された。
その後、前述のように『御触書集成』と呼ばれ、4回の編纂部分を編纂開始の年代ごとに「寛保集成」「宝暦集成」「天明集成」「天保集成」と呼称された。なお、戦後になって石井良助・服藤弘司らによって天保9年以後の法令収集が行われた『幕末御触書集成』が刊行されている。

## 刊本
『御触書集成 全5巻』（高柳真三、石井良助 編）岩波書店、1934年 - 1941年。
- 『御触書集成 第1 (御触書寛保集成)』1934年。
- 『御触書集成 第2 (御触書宝暦集成)』1935年。
- 『御触書集成 第3 (御触書天明集成)』1936年。
- 『御触書集成 第4 (御触書天保集成 上)』1937年。
- 『御触書集成 第5 (御触書天保集成 下)』1941年。

『幕末御触書集成 全6巻、別巻2巻』（石井良助、服藤弘司 編）岩波書店、1992年 - 1997年。
- 『幕末御触書集成 第1巻』1992年。
- 『幕末御触書集成 第2巻』1992年。
- 『幕末御触書集成 第3巻』1993年。
- 『幕末御触書集成 第4巻』1993年。
- 『幕末御触書集成 第5巻』1994年。
- 『幕末御触書集成 第6巻』1995年。
- 『幕末御触書集成 別巻 /解題』1997年。
- 『幕末御触書集成 別巻 /事項目録・編年目録』1997年。

『御觸書集成編年索引 上・下』（大口勇次郎監修、小林年春著）ゆまに書房、1997年。
- 『御觸書集成編年索引 上』1997年。
- 『御觸書集成編年索引 下』1997年。